# Bellmont
Bellmont és una població dels Estats Units a l'estat d'Illinois. Segons el cens del 2000 tenia 297 habitants.

## Demografia
Segons el cens del 2000, Bellmont tenia 297 habitants, 123 habitatges, i 84 famílies. La densitat de població era de 318,5 habitants/km².
Dels 123 habitatges en un 36,6% hi vivien nens de menys de 18 anys, en un 55,3% hi vivien parelles casades, en un 10,6% dones solteres, i en un 31,7% no eren unitats familiars. En el 30,1% dels habitatges hi vivien persones soles el 12,2% de les quals corresponia a persones de 65 anys o més que vivien soles. El nombre mitjà de persones vivint en cada habitatge era de 2,41 i el nombre mitjà de persones que vivien en cada família era de 2,99.
Per edats la població es repartia de la següent manera: un 26,9% tenia menys de 18 anys, un 9,4% entre 18 i 24, un 30,6% entre 25 i 44, un 19,9% de 45 a 60 i un 13,1% 65 anys o més.
L'edat mediana era de 36 anys. Per cada 100 dones de 18 o més anys hi havia 95,5 homes.
La renda mediana per habitatge era de 30.000 $ i la renda mediana per família de 33.906 $. Els homes tenien una renda mediana de 25.417 $ mentre que les dones 17.000 $. La renda per capita de la població era de 14.263 $. Aproximadament el 15,1% de les famílies i l'11,9% de la població estaven per davall del llindar de pobresa.

## Poblacions més properes
El següent diagrama mostra les poblacions més properes.